# Pavetta aethiopica
Pavetta aethiopica är en måreväxtart som beskrevs av Cornelis Eliza Bertus Bremekamp. Pavetta aethiopica ingår i släktet Pavetta och familjen måreväxter. Inga underarter finns listade i Catalogue of Life.